# Чемпіонат Азії з боротьби 2015
Чемпіонат Азії з боротьби 2015 пройшов з 17 по 21 лютого 2015 року в Досі, Катар, в найбільшому у світі критому багатоцільовому спортивному залі «Aspire Dome».
На чемпіонаті проводилися змагання з вільної та греко-римської боротьби серед чоловіків і вільної боротьби серед жінок.
Було розіграно двадцять чотири комплекти нагород — по вісім у вільній, греко-римській та жіночій боротьбі. Бронзові нагороди вручалися обом спортсменам, що виграли втішні сутички. У ваговій категорії 60 кг в жіночій боротьбі через обмежену кількість учасниць (5) змагання проводилися по круговій системі (кожна учасниця боролася з кожною), через що вручалася лише одна бронзова нагорода.

## Країни учасники
У змаганнях взяли участь 256 спортсменів, що представляли 25 збірних команд.
| - Афганістан (1) - Бахрейн (1) - В'єтнам (5) - Йорданія (2) - Індія (21) - Ірак (12) - Іран (16) - Казахстан (24) - Катар (5) | - Киргизстан (17) - КНР (24) - Китайський Тайбей (3) - Монголія (15) - ОАЕ (2) - Пакистан (6) - Палестина (1) - Південна Корея (22) | - Північна Корея (10) - Сінгапур (2) - Таджикистан (11) - Таїланд (1) - Туркменістан (8) - Узбекистан (20) - Шрі-Ланка (3) - Японія (24) |

## Загальний медальний залік
| Місце  | Країна            | Золото | Срібло | Бронза | Загалом |
| ------ | ----------------- | ------ | ------ | ------ | ------- |
| 1      | Іран              | 7      | 3      | 3      | 13      |
| 2      | Японія            | 4      | 5      | 9      | 18      |
| 3      | КНР               | 4      | 3      | 5      | 12      |
| 4      | Узбекистан        | 3      | 0      | 6      | 9       |
| 5      | Казахстан         | 2      | 2      | 8      | 12      |
| 6      | Південна Корея    | 2      | 0      | 2      | 4       |
| 7      | Киргизстан        | 1      | 6      | 1      | 8       |
| 8      | Монголія          | 1      | 1      | 5      | 7       |
| 9      | Північна Корея    | 0      | 3      | 1      | 4       |
| 10     | Індія             | 0      | 1      | 4      | 5       |
| 11     | Таджикистан       | 0      | 0      | 2      | 2       |
| 12     | Китайський Тайбей | 0      | 0      | 1      | 1       |
| Всього | Всього            | 24     | 24     | 47     | 95      |

## Рейтинг команд
| Місце в рейтингу | Вільна боротьба (чоловіки) | Вільна боротьба (чоловіки) | Греко-римська боротьба (чоловіки) | Греко-римська боротьба (чоловіки) | Вільна боротьба (жінки) | Вільна боротьба (жінки) |
| Місце в рейтингу | Команда                    | Бали                       | Команда                           | Бали                              | Команда                 | Бали                    |
| ---------------- | -------------------------- | -------------------------- | --------------------------------- | --------------------------------- | ----------------------- | ----------------------- |
| 1                | Іран                       | 69                         | Іран                              | 63                                | Японія                  | 74                      |
| 2                | Японія                     | 60                         | Казахстан                         | 58                                | КНР                     | 64                      |
| 3                | Киргизстан                 | 56                         | КНР                               | 57                                | Казахстан               | 61                      |
| 4                | Монголія                   | 47                         | Узбекистан                        | 54                                | Індія                   | 53                      |
| 5                | Узбекистан                 | 41                         | Південна Корея                    | 48                                | Монголія                | 46                      |
| 6                | Казахстан                  | 35                         | Киргизстан                        | 45                                | Північна Корея          | 34                      |
| 7                | Індія                      | 32                         | Японія                            | 39                                | Південна Корея          | 29                      |
| 8                | Таджикистан                | 15                         | Індія                             | 21                                | Киргизстан              | 13                      |
| 9                | Південна Корея             | 20                         | Північна Корея                    | 15                                | В'єтнам                 | 13                      |
| 10               | Ірак                       | 20                         | Таджикистан                       | 14                                | Китайський Тайбей       | 11                      |

## Медалісти

### Чоловіки

#### Вільна боротьба
| Категорія | Золото                           | Срібло                          | Бронза                           |
| 57 кг     | Ерденебатин Бехбаяр Монголія     | Самат Надирбек-уулу Киргизстан  | Юнес Сармастідізаї Іран          |
| 57 кг     | Ерденебатин Бехбаяр Монголія     | Самат Надирбек-уулу Киргизстан  | Фумітака Морисіта Японія         |
| 61 кг     | Даулет Ніязбеков Казахстан       | Бехнам Ехсанпур Іран            | Масакадзу Камой Японія           |
| 61 кг     | Даулет Ніязбеков Казахстан       | Бехнам Ехсанпур Іран            | Батболдин Номін Монголія         |
| 65 кг     | Масуд Есмаейльпур Іран           | Томоцугу Ісіда Японія           | Руслан Плієв Узбекистан          |
| 65 кг     | Масуд Есмаейльпур Іран           | Томоцугу Ісіда Японія           | Ганзорігіїн Мандахнаран Монголія |
| 70 кг     | Бекзод Абдурахмонов Узбекистан   | Еламан Догдурбек-улу Киргизстан | Такафумі Кодзіма Японія          |
| 70 кг     | Бекзод Абдурахмонов Узбекистан   | Еламан Догдурбек-улу Киргизстан | Гантулгин Ідерху Монголія        |
| 74 кг     | Пейман Ярахмаді Іран             | Дайсуке Сімада Японія           | Нарсінгх Панчам Ядав Індія       |
| 74 кг     | Пейман Ярахмаді Іран             | Дайсуке Сімада Японія           | Рашид Курбанов Узбекистан        |
| 86 кг     | Аліреза Карімі Іран              | Ацусі Мацумото Японія           | Пурвегійн Осохбатор Монголія     |
| 86 кг     | Аліреза Карімі Іран              | Ацусі Мацумото Японія           | Уміджон Ісманов Узбекистан       |
| 97 кг     | Мохаммад Хусейн Мохаммадьян Іран | Магомед Мусаєв Киргизстан       | Кім Дже Ган Південна Корея       |
| 97 кг     | Мохаммад Хусейн Мохаммадьян Іран | Магомед Мусаєв Киргизстан       | Такесі Ямагуті Японія            |
| 125 кг    | Аяал Лазарев Киргизстан          | Комейл Гасемі Іран              | Ден Чживей КНР                   |
| 125 кг    | Аяал Лазарев Киргизстан          | Комейл Гасемі Іран              | Фарход Анакулов Таджикистан      |

#### Греко-римська боротьба
| Категорія | Золото                         | Срібло                       | Бронза                          |
| 59 кг     | Ельмурат Тасмурадов Узбекистан | Юн Вон Чхоль Північна Корея  | Сінобу Ота Японія               |
| 59 кг     | Ельмурат Тасмурадов Узбекистан | Юн Вон Чхоль Північна Корея  | Арсен Ералієв Киргизстан        |
| 66 кг     | Рю Хан Су Південна Корея       | Мохаммедалі Гераеї Іран      | Демеу Жадраєв Казахстан         |
| 66 кг     | Рю Хан Су Південна Корея       | Мохаммедалі Гераеї Іран      | Чжен Пань КНР                   |
| 71 кг     | Рамін Тахері Іран              | Руслан Царьов Киргизстан     | Чжан Рідон КНР                  |
| 71 кг     | Рамін Тахері Іран              | Руслан Царьов Киргизстан     | Нурбек Холмухамматов Узбекистан |
| 75 кг     | Кім Хьон У Південна Корея      | Атабек Азісбеков Киргизстан  | Паям Буєрі Іран                 |
| 75 кг     | Кім Хьон У Південна Корея      | Атабек Азісбеков Киргизстан  | Ділшод Турдієв Узбекистан       |
| 80 кг     | Юсеф Хадерян Іран              | Айшань Айша КНР              | Жассулан Кашанов Казахстан      |
| 80 кг     | Юсеф Хадерян Іран              | Айшань Айша КНР              | Жонібек Отабеков Узбекистан     |
| 85 кг     | Рустам Ассакалов Узбекистан    | Нурсултан Турсинов Казахстан | Таїті Ока Японія                |
| 85 кг     | Рустам Ассакалов Узбекистан    | Нурсултан Турсинов Казахстан | Пак Чін Сон Південна Корея      |
| 98 кг     | Мехді Аліярі Іран              | Сяо Ді КНР                   | Маргулан Асембеков Казахстан    |
| 98 кг     | Мехді Аліярі Іран              | Сяо Ді КНР                   | Саїкава Норікацу Японія         |
| 130 кг    | Нурмахан Тиналієв Казахстан    | Мен Цян КНР                  | Муроджон Туйчієв Таджикистан    |
| 130 кг    | Нурмахан Тиналієв Казахстан    | Мен Цян КНР                  | Башир Бабаджанзаде Іран         |

### Жінки

#### Вільна боротьба
| Категорія | Золото               | Срібло                        | Бронза                          |
| 48 кг     | Юкі Іріє Японія      | Вінеш Фогат Індія             | Кім Хьон Гьон Північна Корея    |
| 48 кг     | Юкі Іріє Японія      | Вінеш Фогат Індія             | Тетяна Аманжол Казахстан        |
| 53 кг     | Чжун Сюечунь КНР     | Пак Йон Мі Північна Корея     | Жулдиз Ешимова Казахстан        |
| 53 кг     | Чжун Сюечунь КНР     | Пак Йон Мі Північна Корея     | Нанамі Іріє Японія              |
| 55 кг     | Анрі Кімура Японія   | Хан Кум-Ок Північна Корея     | Лаліта Сехрават Індія           |
| 55 кг     | Анрі Кімура Японія   | Хан Кум-Ок Північна Корея     | Лі Хуей 2 КНР                   |
| 58 кг     | Каорі Ітьо Японія    | Айсулуу Тинибекова Киргизстан | Аїм Абдільдіна Казахстан        |
| 58 кг     | Каорі Ітьо Японія    | Айсулуу Тинибекова Киргизстан | Гіта Фогат Індія                |
| 60 кг     | Ло Сяоцзюань КНР     | Йосімі Каяма Японія           | Сакші Малік Індія               |
| 60 кг     | Ло Сяоцзюань КНР     | Йосімі Каяма Японія           | не присуджувалась               |
| 63 кг     | Сі Лочжома КНР       | Канако Мурата Японія          | Енхбаярин Цевегмід Монголія     |
| 63 кг     | Сі Лочжома КНР       | Канако Мурата Японія          | Катерина Ларіонова Казахстан    |
| 69 кг     | Чжоу Фен КНР         | Ельміра Сиздикова Казахстан   | Чень Вень Лін Китайський Тайбей |
| 69 кг     | Чжоу Фен КНР         | Ельміра Сиздикова Казахстан   | Кайоко Кудо Японія              |
| 75 кг     | Хірое Судзукі Японія | Бадрахин Одончимег Монголія   | Гульмарал Єркебаєва Казахстан   |
| 75 кг     | Хірое Судзукі Японія | Бадрахин Одончимег Монголія   | Чжоу Цянь КНР                   |